# 병자성사
병자 성사(病者聖事, 영어: anointing of the sick)는 기독교에서 몸이 불편한 교우를 사제가 성유를 바르면서 회복을 기원하는 성사를 말한다. 정교회에서는 성유성사라고 부르며, 성공회에서는 조병예식으로 성사적 예식으로 취급한다.
몸이 아프면 교회 원로(사제)들을 불러서 기름을 바르며 회복을 요청하는 기도를 부탁하라는 야고보의 편지 내용에 근거한다. 교파별로 성사인지 아닌지 보는 관점이 다르며 7가지의 성사를 모두 인정하는 로마 가톨릭교회(천주교)와 정교회에서는 성사로 유지하고 있고, 대한성공회에서는 조병성사로 불러왔으나, 2004년 기도서 개정 이후 조병예식으로 명칭을 변경하여 성사가 아닌 성사적 예식으로 본다. 그나마 성공회 이외의 개신교에서는 전혀 관찰할 수 없다.
제2차 바티칸 공의회 이전까지는 종부성사라는 명칭으로 불렸으며, 선종 직전 1번만 받는 것으로 알려져 있었다. 그러나 제2차 바티칸 공의회 이후 명칭을 병자성사로 다시 바꾼 뒤, 죽음의 위험에 처해있지 않더라도 큰 수술을 앞두거나 오래 와병을 하는 등의 쇠약 상태에 있는 경우에도 병자성사를 받을 수 있도록 했다.